# Borjalo
Borjalo, pseudônimo de Mauro Borja Lopes (Pitangui, 15 de novembro de 1925 — Rio de Janeiro, 18 de novembro de 2004), foi um desenhista e cartunista brasileiro, conhecido por suas personagens de traços simples (desenhados sem boca e, na maior parte das vezes, sem diálogo).

## Biografia
A carreira de Borjalo começou em Belo Horizonte, no jornal Folha de Minas. Logo ele passaria para O Diário de Minas e de lá para o Rio de Janeiro, onde foi colaborador das revistas A Cigarra, Manchete, O Cruzeiro e O Cruzeiro Internacional. Seus cartuns mais marcantes foram os que traziam mensagens ecológicas, assunto pouco abordado naqueles anos 1950.
Ficou conhecido fora do Brasil ao ser incluído entre os sete maiores caricaturistas do mundo no Congresso Internacional de Humorismo, em 1955 na Itália, e passou a ter trabalhos publicados no exterior, em veículos como The New York Times e Paris Match. Pouco depois, foi apontado como um dos cinco maiores do mundo por outro mestre do desenho, o romeno naturalizado norte-americano Saul Steinberg.
Ainda nos anos 1960, passou a trabalhar em televisão, integrando-se à equipe de Fernando Barbosa Lima na Esquire, agência de comunicação que realizava programas para as principais emissoras do país, como as TV Rio, TV Excelsior, TV Tupi, TV Itacolomi, entre outras. Em 1966, deixou a Esquire e foi para a TV Globo, convidado pelo então diretor-geral da emissora, Walter Clark. Na Globo, Borjalo trabalhou 36 anos, primeiro como diretor de programas, depois diretor de criação, diretor-geral da Central Globo de Produção, e, finalmente, diretor de controle de qualidade. Foi um dos principais parceiros do executivo de produção e programação José Bonifácio de Oliveira Sobrinho, o Boni, na implantação do chamado "padrão Globo de qualidade".
Além de atuar na direção de televisão, Borjalo nunca deixou de desenhar. Mas adaptou seus desenhos à linguagem da TV. Nos anos 1960 ilustrava os programas que dirigia com caricaturas de olhos e boca móveis, para dar a impressão de que "falavam". Atores e/ou locutores dublavam os bonecos. Os primeiros bonecos falantes (como o próprio Borjalo apelidou essas caricaturas em papel-cartão) apareceram no Jornal de Vanguarda da TV Excelsior, e o mais famoso deles foi a Zebrinha da Rede Globo, criada em 1972 para divulgar os resultados da loteria esportiva. Nos anos 1990, já usando os recursos da computação gráfica, criou alguns "cartuns-eletrônicos" para as vinhetas de intervalo da Globo, os famosos "plim-plins".
Também participou, por muitos anos, dos "Debates Populares" do radialista Haroldo de Andrade, na Rádio Globo AM do Rio de Janeiro. Borjalo e Haroldo foram grandes amigos.
Foi casado com a autora e roteirista de novelas Marilu Saldanha,com quem teve dois filhos, a atriz Helena e o radialista Gustavo, e dois netos, o professor de Educação Física Bernardo e o jornalista Bruno. Borjalo morreu em 2004, aos 79 anos de idade, em decorrência de um câncer na boca.